# Ombra di San Gimignano
L'Ombra di San Gimignano è una statuetta votiva etrusca, rinvenuta nel 2010 nel territorio di San Gimignano  durante alcuni lavori di ristrutturazione di un edificio.
Il termine ombra deriva dalla precedente statua della stessa tipologia scoperta a Volterra denominata Ombra della sera.

## Scoperta
La statua è stata scoperta durante i lavori di ristrutturazione di un edificio privato, a fianco di un blocco che è stato poi identificato come altare per rituali religiosi.

## Descrizione
La statua raffigura un´esile figura di uomo coperto con una toga estesa fino ai polpacci, in atteggiamento offerente, con in mano una patera ombelicata. La rappresentazione del volto è estremamente naturalistica, con i dettagli della capigliatura e del volto.